# 中胡
中胡（ちゅうこ、英: zhonghu、ピンイン:zhōnghú：チョンフー）は、中国の弦楽器の一つ。二胡や高胡と同じ胡琴の仲間の中で、その中でも低い音を出す。 
この楽器は20世紀に胡琴の仲間として発達したという、ヨーロッパのヴィオラと似た経歴を持ち、京伝統音楽のオーケストラでつかわれる。
中胡は二胡と同じ姿をしているが、わずかに大きく、音も二胡より低い。
胴体は蛇の皮でおおわれている。
弦は2本あり、AとEまたはGとD（注:これはヴァイオリンの弦の中でも低い音を出す2本の弦を示している）の完全五度のインターバルに合わせてある。 